# Mario R. Vecchioli
Mario Manlio Renato Federico Vecchioli (Sunchales, 25 de marzo de 1903 – Rafaela, 20 de noviembre de 1978) fue un escritor argentino. Escribió fundamentalmente poesía, aunque también publicó cuentos y novelas de folletín en diversos periódicos. Uno de los temas recurrentes en su obra es la inmigración, especialmente la piamontesa en la región del Litoral. Está considerado uno de los poetas más importantes de Rafaela, ciudad santafesina en la que vivió la mayor parte de su vida.

## Biografía

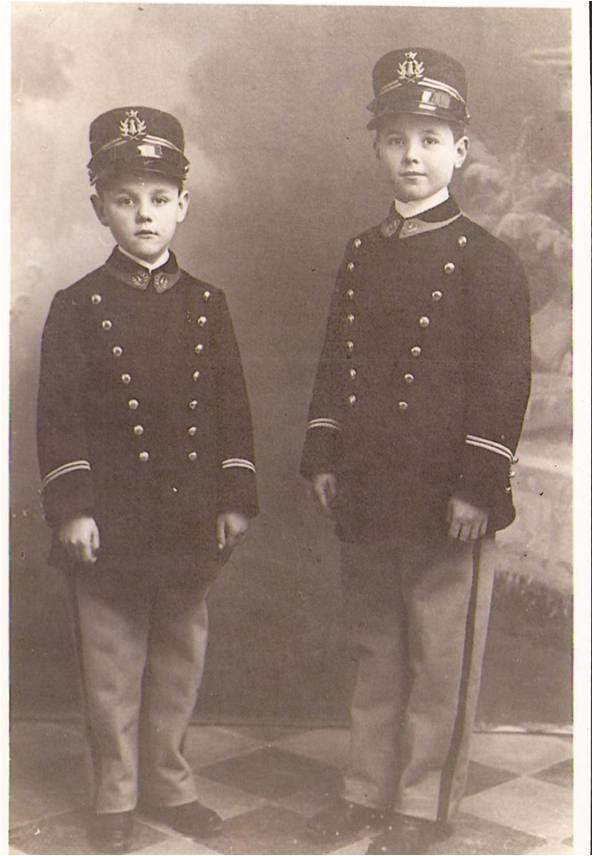
Mario y Nolfo Vecchioli.

Mario Manlio Renato Federico Vecchioli nació en la ciudad santafesina de Sunchales el 25 de marzo de 1903. Fue el tercero de los ocho hijos de Antonio Vecchioli y María Lecomt, un matrimonio de inmigrantes: él era italiano, de la comuna de Camerano, ella, una francesa de Lille. Vivió sus primeros años en Vila, donde empezó la escuela primaria. En 1913, el padre decidió llevar a Mario y a su hermano Nolfo (dos años menor) a Italia e internarlos pupilos en el Collegio-Convitto Campana, una prestigiosa institución en la ciudad de Osimo. Sólo en una oportunidad viajaron sus padres para visitarlos.
A los 13 años, Vecchioli comenzó a escribir novelas de aventuras en italiano en sus cuadernos escolares. Algunas de ellas son Il terrore del deserto, La iena del Sahara, Le tigri della Sonda. Él mismo ilustraba las tapas y ordenaba el índice con letra de trazos caligráficos.
Terminados los estudios secundarios, quería seguir la carrera de Medicina en Italia, pero tuvo que regresar a Argentina por la muerte de su padre en noviembre de 1920. Los dos hermanos se embarcaron en el vapor Formosa el 30 de abril de 1921. No se sabe la fecha exacta de llegada, pero sí que, en noviembre de ese mismo año, Vecchioli ya vivía en la ciudad santafesina de Rafaela, en una casa en el barrio San Martín.

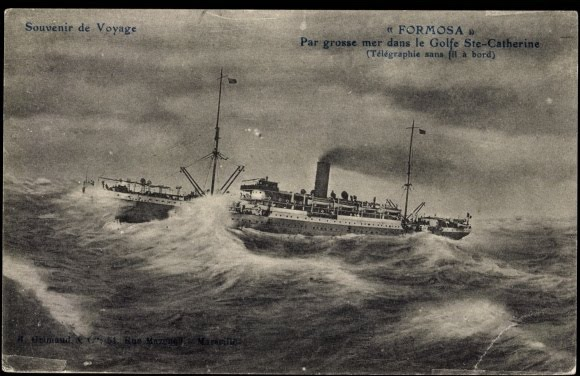
Tarjeta postal del vapor Formosa.

Comenzó a trabajar poco después en el organismo de Defensa Agrícola, y luego en la Jefatura de Policía, hasta 1931. Fue también secretario general de la Municipalidad de Rafaela, secretario de Gobierno y Hacienda y director de Cultura y Acción Social. Como director, estableció la Biblioteca Municipal y promovió el desarrollo de la producción literaria local a través de concursos anuales y de la creación del Fondo Editorial Municipal. Le ofrecieron una vez la dirección del Museo Rosa Galisteo de Rodríguez, en Santa Fe, pero rechazó la propuesta.
Entre 1932 y 1978, fue secretario de la Sociedad Italiana de su Majestad Vitorio Emanuele II, donde solía recibir visitas de escritores y poetas. Admirador del líder radical Hipólito Yrigoyen,[cita requerida] en 1958 fue concejal por la Unión Cívica Radical Intransigente.
Se casó en 1936 con Florinda Platini, con quien tuvo una hija y un hijo. Murió el 20 de noviembre de 1978 en Rafaela.

## Trabajos

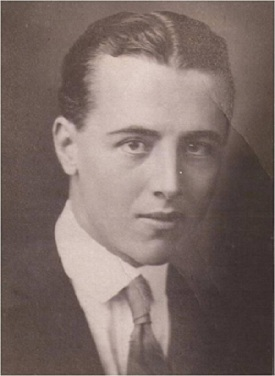
Vecchioli de joven.

Tras regresar a su país, Vecchioli comenzó a escribir poesía. Sus primeras publicaciones, sin embargo, fueron cuentos y novelas de folletín en diarios locales como La Opinión y Castellanos. Escribió también poesías y novelas para los periódicos El Norte, El Pueblo y Diario del Norte, firmando con diferentes seudónimos, entre ellos "Olivero C. Charmi", "Fra Diavolo", "Ram Chevi" y "Tommy Traiga". Paralelamente, trabajó como periodista: a partir de 1931 fue redactor de La Opinión y comentarista de El Norte desde 1934.
Por sugerencia del poeta Pedro Miguel Obligado, recopiló algunos de sus poemas y, en 1946, los publicó con el título de Mensaje lírico. Debido al buen recibimiento de la obra, comenzó a escribir de manera ininterrumpida: en 1948 apareció Tiempo de amor y, dos años más tarde, La Dama de las Rosas. La obra, considerada por los críticos de la Peña Argentina –Luis Cané, Salvador Merlino y Horacio Rega Molina entre ellos– la mejor en verso editada en el país ese año, recibió elogios de la poeta uruguaya Juana de Ibarbourou. Le siguió Silvas Labriegas, en 1952.

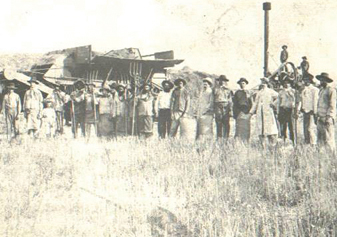
Inmigrantes italianos en Rafaela.

Aunque nunca dejó de escribir, su siguiente libro, De otros días, se publicó recién en 1970. En 1974 apareció El sueño de lo casi imposible, con poemas dedicados al paisaje e instituciones de Rafaela, a sus antepasados y a otros inmigrantes y, en 1975, Lugar de tierra nuestra, donde vuelve sobre el tema del paisaje rural santafesino y la inmigración. Dos años más tarde produjo su último libro, Reiteración del Hombre.
Su obra se tradujo íntegramente al italiano, y parcialmente al piamontés, portugués y sistema Braille.
Fue además autor de la letra de distintas marchas: la Marcha Oficial de Rafaela, la del Club Atlético de Rafaela, la de las Escuelas Normales de la Provincia de Santa Fe, la de Sunchales y la de la Escuela Gabriela Mistral de Rafaela. Escribió también letras para valses, tangos, fox-trots, canciones litoraleñas, zambas y taquiraris, muchas de ellas, como la Marcha de Rafaela, con música de Remo Pignoni.
Fue fundador y director de las revistas literarias Revista Social (1939), Aleteos (1944) y Mi revista (1945), y colaboró con otras publicaciones argentinas, de México, Italia, España, Honduras y Puerto Rico.

## Premios y homenajes

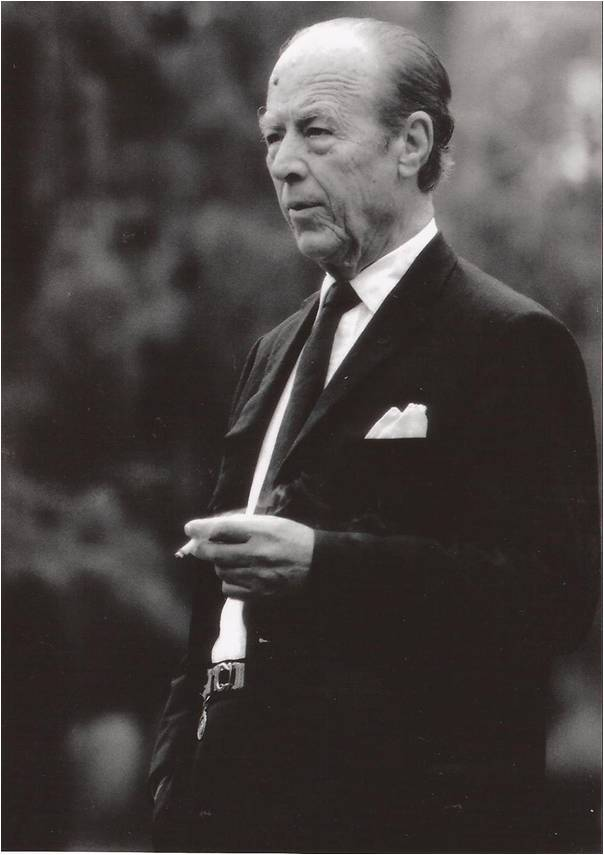
Vecchioli, c. 1970.

Vecchioli obtuvo sus primeros logros en juegos florales y certámenes literarios regionales, nacionales y panamericanos; en algunos casos recibió el primer y segundo premio por haber participado con dos obras y distintos seudónimos.[cita requerida] En 1977 recibió el Premio a la Labor Literaria, la distinción más importante que otorga la Asociación Santafesina de Escritores y, por El sueño casi imposible, el premio José Pedroni, adjudicado por la Dirección General de Cultura de la Provincia de Santa Fe.
En 1977, Escritores Rafaelinos Agrupados dispuso denominar "Mario R. Vecchioli" su concurso anual de poesía y, al cumplirse el primer año de su fallecimiento, la Sociedad Italiana llamó "Mario R. Vecchioli" a una de sus salas. El Municipio de Rafaela ha nombrado en su honor una plaza, una calle, una escuela secundaria y bibliotecas. Algunas placas de bronce en paseos públicos de la ciudad están inscritas con sus poemas, tal como el que compuso para Guillermo Lehmann, que está junto a la estatua del colonizador en el monumento frente a la plaza 25 de Mayo. En 1981, al celebrarse el centenario de la ciudad, la Municipalidad publicó su obra completa, édita e inédita, en cuatro tomos. La obra, en un solo volumen, se reeditó en 1997.

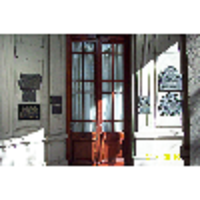
Sala "Mario R. Vecchioli", Sociedad Italiana de Rafaela.

En 2001, por iniciativa de la Sociedad Italiana de Rafaela, se colocó una placa recordatoria de Vecchioli en la entrada de la Biblioteca Histórica del Collegio Campana. Al cumplirse el 25 aniversario de su fallecimiento, el Consejo Municipal de la ciudad de Rafaela, la Legislatura y el Ministerio de Educación de la Provincia de Santa Fe resolvieron declarar el año 2003 como "Año Vecchioliano". El acto de cierre se realizó en el Teatro Lasserre, donde se presentó la antología digital Primera antología Oral de la Obra de Mario R. Vecchioli. El CD contiene 30 poemas leídos por el actor Miguel Ebenegger, acompañado en piano por Mariela Vecchioli (nieta del autor), y una semblanza sobre el poeta, realizada por el escritor Fortunato Nari.
En el año 2012, la Cámara de Diputados de la provincia de Santa Fe lo declaró "Escritor Destacado de la Provincia Post Mortem".
Algunas poesías de Vecchioli han sido musicalizadas por Julián Ratti, quien además le dedicó su trabajo La música de las palabras, publicado en 2004.